# Nicolás Ruíz (Chiapas)
Nicolás Ruiz es una localidad del estado mexicano de Chiapas. Es la cabecera del municipio de Nicolás Ruiz.

## Demografía
| Gráfica de evolución demográfica |
|                                  |

| Censo | Población |
| ----- | --------- |
| 1900  | 299       |
| 1910  | 352       |
| 1921  | 613       |
| 1930  | 614       |
| 1940  | 725       |
| 1950  | 764       |
| 1960  | 1 089     |
| 1970  | 1 413     |
| 1980  | 2 245     |
| 1990  | 2 805     |
| 2000  | 3 015     |
| 2010  | 4 277     |
| 2020  | 4 765     |